# الکساندر پتروف (بازیکن فوتبال، زاده ۱۹۲۵)
الکساندر پتروف (روسی: Александр Трофимович Петров؛ ۲۷ سپتامبر ۱۹۲۵ – 1972) بازیکن فوتبال اهل اتحاد جماهیر سوسیالیستی شوروی بود.
از باشگاه‌هایی که در آن بازی کرده‌است می‌توان به باشگاه فوتبال زسکا مسکو، باشگاه فوتبال دینامو مسکو و باشگاه فوتبال زسکا مسکو اشاره کرد.
وی همچنین در تیم ملی فوتبال شوروی بازی کرده‌است.